# Lexicon Nederlandse Beeldende Kunstenaars 1750-1950
Le Lexicon Nederlandse Beeldende Kunstenaars 1750-1950 est un ouvrage en deux volumes qui regroupe des artistes qui ont été actifs aux Pays-Bas entre 1750 et 1950.
Écrit en néerlandais, il contient une brève biographie, ainsi qu'une description et une caractéristique de l'œuvre de chaque artiste et classées par ordre alphabétique. L'ouvrage de référence a été compilé et publié par Pieter A. Scheen, marchand d'art à La Haye, et est devenu un nom familier non seulement parmi les professionnels (marchands d'art, évaluateurs, commissaires-priseurs, etc.), mais aussi parmi les amateurs d'art et les collectionneurs.
La première édition parut en 1946 sous le titre Honderd jaar Nederlandsche Schilder- en Teekenkunst, suivie plus de vingt ans plus tard par l'ouvrage de référence en deux parties.